# Mireia Belmonte
Mireia Belmonte García (Badalona, 10 novembre 1990) è una nuotatrice spagnola.
È specializzata nello stile libero e nella farfalla oltre che nelle gare dei misti. Alle olimpiadi di Rio 2016 si è laureata campionessa olimpica nei 200 metri farfalla, e l'anno successivo, nella stessa gara, ai campionati mondiali di Budapest 2017 è diventata anche campionessa del mondo della specialità di cui è anche primatista mondiale in vasca corta.
Attualmente detiene due record mondiali e due record europei, distribuiti fra stile libero, farfalla e misti, tutti primati ottenuti in vasca corta.

## Carriera
Vinse molto a livello giovanile, come gli ori nei mondiali juniores del 2006 nei 400 m stile libero e nei 400 m misti, e nei campionati europei juniores nei 200 m stile libero e nei 400 m misti. Il 21 marzo 2008 ai campionati europei di nuoto 2008 di Eindhoven Mireia vinse il suo primo oro nei 200 m misti con il tempo di 2'11"16, record dei campionati. Nello stesso campionato ha raggiunto l'ottavo posto nei 400 m misti.
Ai giochi olimpici di Londra, nel 2012, conquista una medaglia d'argento nei 200 m delfino e negli 800 m sl. Dall'agosto 2013 detiene il record del mondo in vasca corta nei 400 m e 800 m stile libero. Nel 2014 prende parte ai campionati europei di Berlino e per la prima volta a livello internazionale disputa la 5 km a cronometro in acque libere. Nonostante fosse solo al debutto e avesse poca esperienza in tale gara, riesce a piazzarsi terza vincendo il bronzo con un tempo di 58'41"40.

### Vita privata
Dal 2014 al 2019 ha intrattenuto una relazione sentimentale con il canoista Javier Hernanz.

## Palmarès
- Giochi olimpici

Londra 2012: argento nei 200m farfalla e negli 800m sl.
Rio 2016: oro nei 200m farfalla e bronzo nei 400m misti.
- Mondiali

Barcellona 2013: argento nei 200m farfalla e nei 400m misti e bronzo nei 200m misti.
Budapest 2017: oro nei 200m farfalla, argento nei 1500m sl e nei 400m misti.
- Mondiali in vasca corta

Manchester 2008: argento nei 200m misti e bronzo nei 400m misti.
Dubai 2010: oro nei 200m farfalla, nei 200m misti e nei 400m misti e argento negli 800m sl.
Doha 2014: oro nei 200m farfalla, nei 400m misti, nei 400m sl e negli 800m sl.
- Europei

Eindhoven 2008: oro nei 200m misti e bronzo nei 200m farfalla.
Debrecen 2012: oro nei 1500m sl e argento nei 400m sl.
Berlino 2014: oro nei 200m farfalla e nei 1500m sl, argento nei 400m misti e negli 800m sl, bronzo nella 5 km e nei 400m sl.
Londra 2016: argento nei 1500m sl e nella 4x200m sl, bronzo nei 400m sl.
- Europei in vasca corta

Debrecen 2007: argento nei 400m misti.
Fiume 2008: oro nei 400m misti.
Istanbul 2009: argento nei 400m misti.
Stettino 2011: oro nei 400m sl, nei 200m farfalla, nei 200m misti e nei 400m misti.
Herning 2013: oro nei 400m sl, negli 800m sl, nei 200m farfalla e nei 400m misti.
- Giochi del Mediterraneo

Pescara 2009: argento nei 200m farfalla e nei 200m misti e bronzo nella 4x200m sl.
Tarragona 2018: oro nei 200m farfalla e nei 200m misti, argento nei 400m sl, negli 800m sl e nella 4x100m misti.
- Mondiali giovanili

Rio de Janeiro 2006: oro nei 400m sl e nei 400m misti.
- Europei giovanili

Palma di Maiorca 2006: oro nei 200m sl e nei 400m misti
- Record europeo

Detentrice del record europeo dei 200m misti in vasca corta con 2'07"47

## International Swimming League
| Stagione 2019 | stagione 2020 |
| ------------- | ------------- |
| London Roar   | Iron          |